# Loci communes

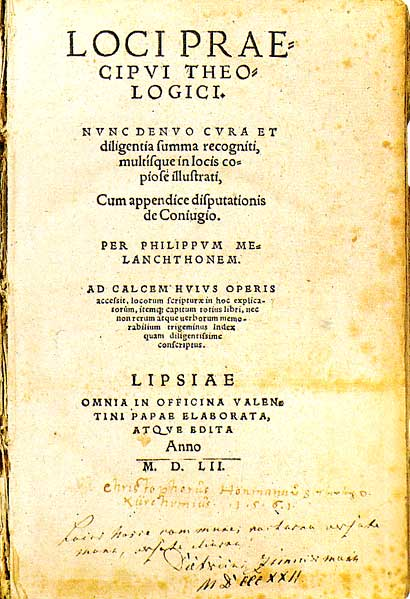
Titelseite der Loci praecipui theologici von 1552

Die Loci communes rerum theologicarum (dt. etwa: Allgemeine Grundbegriffe der Theologie) sind eine Schrift von Philipp Melanchthon aus dem Jahr 1521. Sie stellen die erste Dogmatik der evangelischen Kirche dar. Sie wurden in den Jahren 1535, 1543 und 1559 neu überarbeitet, wobei sich auch der Titel der Schrift teilweise änderte (spätere Versionen heißen: Loci praecipui theologici, zu deutsch etwa: Die wesentlichen Grundbegriffe der Theologie). Die Loci prägten die lutherische Bekenntnisentwicklung.
Die Loci waren ursprünglich auf Latein verfasst; 1538 erschien eine deutsche Fassung von Justus Jonas und 1553 eine von Melanchthon selbst.

## Entstehung und Überarbeitungen
1519 und 1520 befasste sich Melanchthon ausgiebig mit dem Römerbrief des Apostels Paulus, den er auch in Vorlesungen behandelte. Seine Studien wuchsen sich zu einer systematischen Darstellung der grundlegenden theologischen Lehrbegriffe aus. Seine Vorstudien und Vorlesungsmitschriften erschienen 1520/21 in mehreren unautorisierten Nachdrucken, was Melanchthon anspornte, den Stoff ordentlich und vollständig selbst zu überarbeiten. Die erste Ausgabe der Loci erschien im Dezember 1521 und wurde sofort als umfassende und grundlegend neue Dogmatik der lutherischen Reformation rezipiert. Für die evangelischen Theologen ersetzen die Loci die „spekulativen Summen und Sentenzenkommentare der Scholastik“. Von diesen unterschieden sie sich in zwei wesentlichen Punkten: Sie sind eine allein auf die Bibel gegründete Auslegung der biblischen Botschaft, und sie besitzen einen erfahrungstheologischen Ansatz.
Die zweite Ausgabe von 1535 wurde erheblich erweitert. In ihr kommt Melanchthons humanistische Prägung deutlicher zum Vorschein, „indem er die christliche Wahrheit mit Einsichten der antiken Philosophie zu vermitteln versucht.“ Außerdem kehrte nun die in der ersten Ausgabe von 1521 bewusst nicht befolgte Anordnung der Kapitel gemäß der christlichen Heilsgeschichte als Ordnungsprinzip zurück.
Mit der dritten Ausgabe von 1544 erreichen die Loci ihre Endgestalt als Mustertext der altprotestantischen Orthodoxie. Deutliche inhaltliche Verschiebungen sind insbesondere in der Lehre vom freien Willen zu erkennen, die hier gegenüber der schroffen Ablehnung in früheren Ausgaben abgemildert wurde.
Die letzte Ausgabe der Loci erschien 1559, kurz vor Melanchthons Tod.

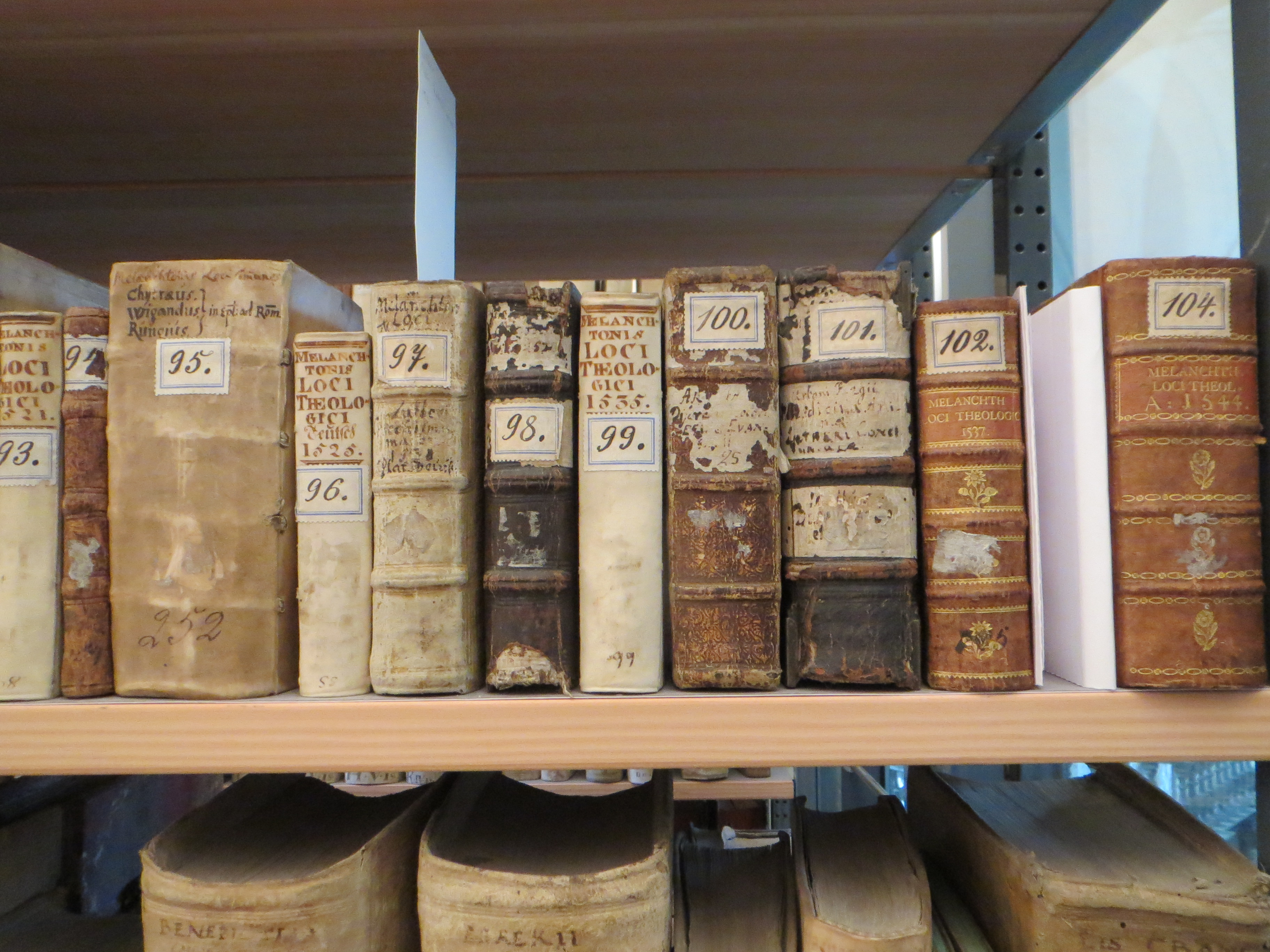
Verschiedene Ausgaben der Loci Communes
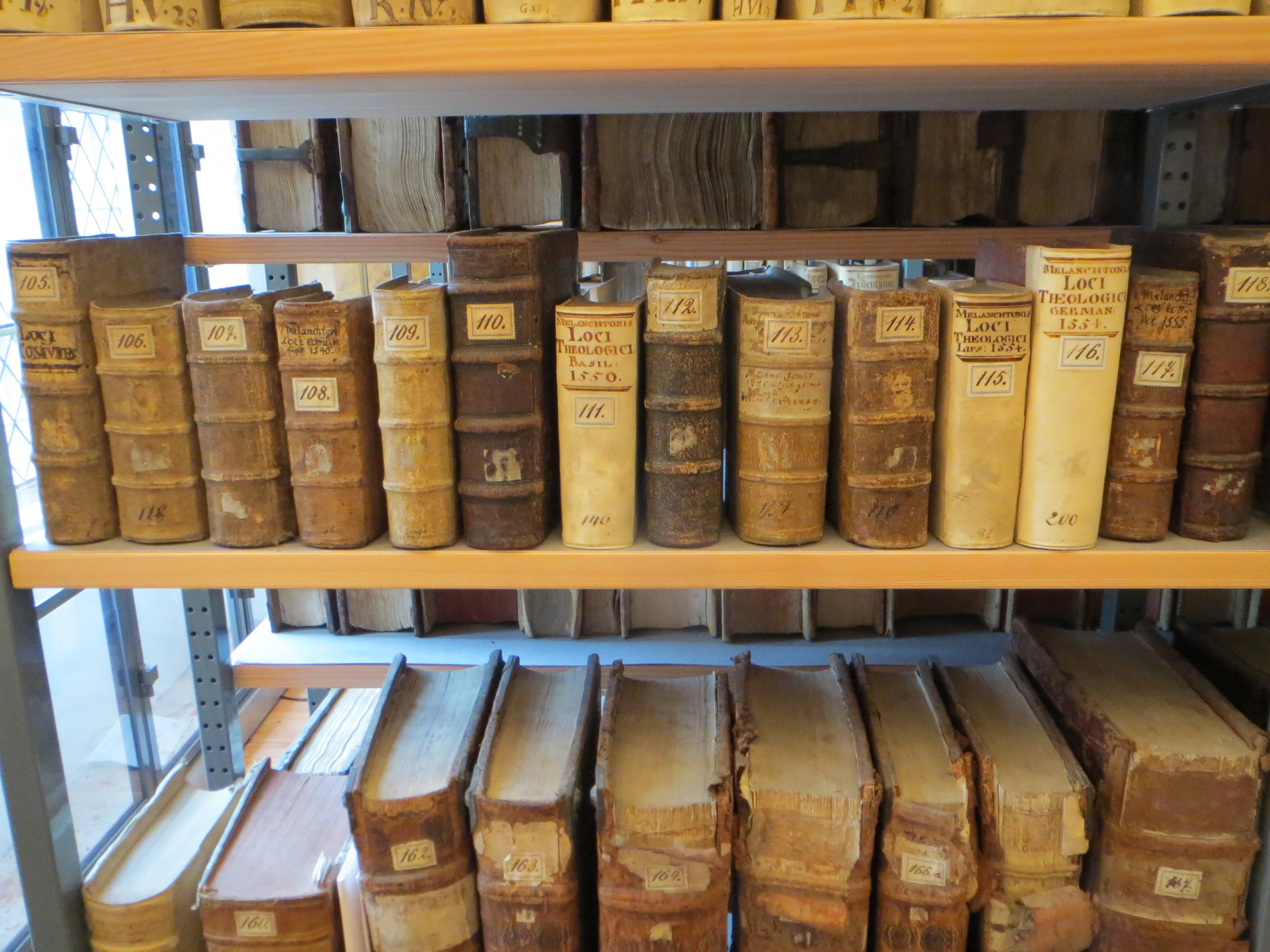
In der Bibliothek des Geistlichen Ministeriums Greifswald

## Inhalt

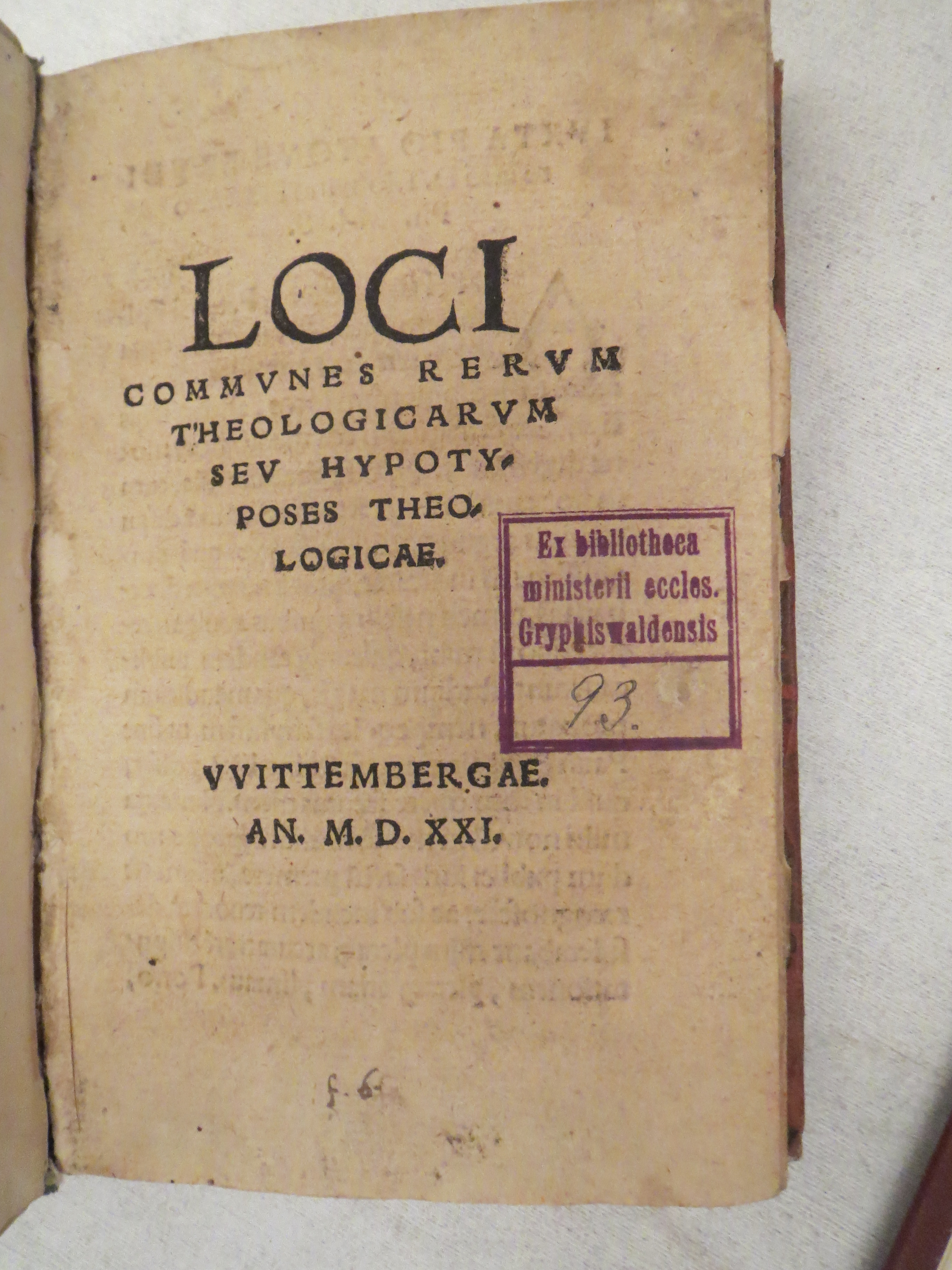
Titelblatt der Erstausgabe, Bibliothek des Geistlichen Ministeriums Greifswald

### Loci communes 1521
1. De hominibus viribus adeoque de libero arbitrio (Der freie Wille)
2. De peccato (Die Sünde)
3. De lege (Das Gesetz)
4. De evangelio (Das Evangelium)
5. De gratia (Die Gnade)
6. De iustificatione et fide (Die Rechtfertigung und der Glaube)
7. De discrimine veteris ac novi testamenti item de abrogatione legis (Der Unterschied zwischen dem Alten und Neuen Testament und die Aufhebung des Gesetzes)
8. De signis (Die Zeichen)
9. De caritate (Die Liebe)
10. De magistratibus (Die Obrigkeit)
11. De scandalo (Das Ärgernis)